# Walpode
Walpode oder Walpod ist eine vor allem am Mittelrhein verbreitete historische Amtsbezeichnung.
Walpode wird als Gewaltbote (im Sinne eines bevollmächtigten Gewalthabers, also jemand mit Herrschafts- und Vollzugsbefugnis, beispielsweise ein Ministeriale) gedeutet, was so viel bedeutet, dass der Bote auch Polizeigewalt besaß. Vor allem übernahmen Walpoden gerichtliche Funktionen.
Ein bekannter Namensträger ist der Gründer des Rheinischen Städtebundes von 1254, der Mainzer Bürger Arnold Walpod.
Ein frühes Beispiel für die Ernennung zum Walpot ist Hartwig I. von Bayern aus der Familie der Aribonen, er wurde um 952 von König Otto I. zum Walpot für Karantanien (Kärnten) ernannt.
Das Weistum von Oberursel 1401 illustriert die Verwendung im Sinne einer Herrschaftsbefugnis.
Als ein Beispiel kann die Region Rheingau dienen, wo die Existenz des landesherrlichen Amtes seit dem Jahr 1131 historisch belegt ist. Im 17. Jahrhundert gehörten Polizeiangelegenheiten – darunter die Überwachung der Einwanderungsbestimmungen – und der Strafvollzug zum Aufgabenbereich eines Walpoden.
Wie andere Amtsbezeichnungen von Ministerialen (wie Truchsess und Mundschenk) wurde auch Walpode zum Bestandteil von niederadligen Familiennamen. In einem Stammtafelregister stellt man fest, dass vor allem mittelrheinische Adelsfamilien im Rheingau und im Großraum Koblenz die Bezeichnung aufnahmen. Die berühmteste Familie führt heute eine leicht abweichende Namensform: die noch blühenden Grafen Waldbott von Bassenheim aus Bassenheim bei Koblenz (ursprünglich Walpot von Waldmannshausen, seit etwa 1300 von Bassenheim, 1720 zu Reichsgrafen erhoben). Mit ihnen wappen- und stammesgleich waren die Walpoden von Andernach (1337), die Walpoden von Ulmen (1321–1472, frühe Abzweigung der Walpoden von Waltmannshausen) und die Waltpot von Pfaffendorf (1370–1621). Urkundlich bekannt sind ferner die Walpoden von Koblenz 1294, die Walpoden von Braubach 1300, die Walpoden von Münstermaifeld 1305, die Walpoden von Lahnstein 1305, die Walpoden von Polch 1337, die Walpoden von Vallendar 1344 und die Walpoden von Girsenach 1381. Wappenverschiedene mittelrheinische Walpoden-Familien sind die Walpoden von Mainz (um 1550 erloschen), die Walpoden von der Neunburg, Erbwalpoden der Grafschaft Wied, und die Walpoden von der Neuerburg.